# Urszula Mitrenga-Wagner
Urszula Mitrenga-Wagner, geborene Urszula Mitręga (* 23. Februar 1948 in Katowice; † 19. Oktober 2004 in Laichingen) war eine polnische Pianistin, Opernsängerin (Alt) sowie Gesangs- und Klavierpädagogin. Von 1985 bis zu ihrem Tod war sie in Deutschland tätig.

## Leben
Sie studierte von 1966 bis 1971 an der Musikakademie Kattowitz in der Klavierklasse von Bolesław Woytowicz und an der Gesangsfakultät bei Maria Wardi und Krystyna Świder. 1976/1977 studierte sie Gesang in Zagreb bei Ivo Lhotka-Kalinski, danach drei Jahre lang Klavier in Moskau in der Meisterklasse bei Victor Merzhanov und Irina Rumjanzewa.
Nach dem Studium trat sie als Solistin mit polnischen Dirigenten, wie Witold Rowicki, Marek Pijarowski und Krzysztof Penderecki auf. Gleichzeitig war sie als Pädagogin aktiv, als Assistentin von Professor Andrzej Jasiński (Klavier) und an der Gesangsfakultät und Chansonfakultät an der Musikakademie Kattowitz.
1978 wurde sie in Genf auf dem Gesangswettbewerb sowie in Brüssel auf dem Klavierwettbewerb der Königin Elisabeth ausgezeichnet.
1985 siedelte Urszula Mitręga nach Ulm über und wurde Solistin des Städtischen Theaters Ulm. Sie heiratete Thomas Wagner und zog nach Laichingen. 1989 wurde sie zur Dozentin am Richard-Strauss-Konservatorium München berufen. Sie unterrichtete sowohl Gesang als auch Klavier und war auch als konzertierende Pianistin in Deutschland und Österreich aktiv.
Nach langer Krankheit starb sie im 57. Lebensjahr an Krebs.